# Michael Bernshausen
Michael Bernshausen (* 23. September 1983 in Siegen) ist ein ehemaliger deutscher Grasskiläufer. Er startete für den TV Eichen 1888, gewann mehrmals die Gesamtwertung des Deutschlandpokals und erreichte Top-10-Platzierungen in Weltcuprennen sowie bei Weltmeisterschaften.

## Karriere
Bernshausen erreichte mehrere Top-10-Ergebnisse bei Juniorenweltmeisterschaften. Zur selben Zeit erzielte er auch schon im Deutschlandpokal große Erfolge, unter anderem mit dem Gesamtsieg im Jahr 2002. Nach Top-20-Platzierungen im Weltcup wurde er für die im September 2005 in Dizin, Iran stattfindende Weltmeisterschaft nominiert. Dort erreichte er Platz 12 im Super-G und Platz 16 im Riesenslalom. Im Anschluss an die Weltmeisterschaft startete er weiter bei FIS- und Weltcuprennen und belegte in der Weltcupsaison 2005 den 30. sowie 2006 den 26. Gesamtrang. Bei der Weltmeisterschaft 2007 in Olešnice v Orlických horách, Tschechien erreichte er Platz 22 im Riesenslalom, Platz 19 im Super-G sowie Platz 7 in der Super-Kombination. Die Weltcupsaison 2007 beendete Bernshausen dank zweier guter Platzierungen in den Weltcuprennen von Marbachegg und zahlreicher Top-10-Resultate in FIS-Rennen an 20. Stelle. 2007 gewann er erneut die Gesamtwertung des Deutschlandpokals, nachdem er in den beiden Jahren davor jeweils Gesamt-Dritter war. In der Saison 2008 kam Bernshausen bei vier FIS-Rennen nur einmal ins Ziel und konnte auch in den drei darauffolgenden Weltcuprennen in Marbachegg nur im Riesenslalom und im Super-G das Ziel erreichen. Im Slalom schied er aus. Am Ende des Weltcups 2008 stand Bernshausen in der Gesamtwertung auf Platz 39. Im Deutschlandpokal kam er 2008 zum letzten Mal unter die besten drei der Gesamtwertung. In der Saison 2009 nahm Bernshausen an keinem Rennen teil, 2010 bestritt er wieder zwei FIS-Rennen sowie vier Rennen im Deutschland-Cup. Ab dem Jahr 2011 nahm er erneut an keinen Wettkämpfen teil.

## Erfolge

### Weltmeisterschaften
(Ergebnisse, mit Ausnahme von Medaillengewinnen, erst ab 2003 bekannt)
- Dizin 2005: 12. Super-G, 16. Riesenslalom
- Olešnice 2007: 7. Super-Kombination, 19. Super-G, 22. Riesenslalom

### Juniorenweltmeisterschaften
(Ergebnisse erst ab 2002 bekannt)
- Nové Město na Moravě 2002: 7. Kombination, 9. Slalom, 10. Super-G
- Goldingen 2003: 9. Riesenslalom

### Deutschlandpokal
(Ergebnisse erst ab 2002 bekannt)
- Sieg in der Gesamtwertung in den Jahren 2002 und 2007